# Gymnothorax phalarus
Gymnothorax phalarus är en fiskart som beskrevs av Bussing, 1998. Gymnothorax phalarus ingår i släktet Gymnothorax och familjen Muraenidae. IUCN kategoriserar arten globalt som livskraftig. Inga underarter finns listade i Catalogue of Life.